# Polarkreds
De to polarkredse er betegnelsen for de to breddekredse (nordlige polarcirkel og sydlige polarcirkel), der danner grænsen for fænomenet midnatssol. Nord for grænsen går solen på en eller flere dage om sommeren aldrig ned. Jo længere nordpå, man kommer, desto flere dage med midnatssol. Mest udtalt er dette på Nordpolen, hvor solen konstant er på himlen halvdelen af året. Polarkredsen ligger på 66,56 grader nord, omkring 2.600 kilometer fra Nordpolen.
Tilsvarende gælder for den sydlige halvkugle.